# Siegfried Grzymisch
Siegfried Grzymisch (4. August 1875 in Pleschen, Russisches Kaiserreich – 1944 im KZ Auschwitz) war ein deutscher Bezirksrabbiner in Bruchsal. Er wurde von den Nationalsozialisten in Auschwitz ermordet.

## Leben
Grzymisch war der Schwiegersohn des Rabbiners Leopold Schleßinger und wurde 1911 Bezirksrabbiner in Bruchsal. Ab 1925 betreute er auch das verwaiste Bezirksrabbinat Bühl. Er war Religionslehrer an den höheren Schulen in Bruchsal. Die Betreuung der jüdischen Gefangenen im Zuchthaus Bruchsal gehörte ebenfalls zu seinen Aufgaben. 
Im Rahmen der Bürckel-Wagner-Aktion wurde er mit seiner Frau Karola (Carola, * 23. September 1891) am 22. Oktober 1940 nach Gurs deportiert. Seine Frau und er wurden am 7. März 1944 aus dem Durchgangslager Drancy nach Auschwitz verschleppt und dort ermordet.

## Schriften
- Spinozas Lehre von der Ewigkeit und Unsterblichkeit, Inauguraldissertation 1898
- Die Weisheit der Heiligen Schrift der Israeliten: ein Gedankensystem in Bilbelversen, 1909
- Landesverein zur Erziehung israelitischer Waisen im Großherzogtum Baden in seinen ersten fünfundzwanzig Jahren, Philippsburg 1913
- Vollständiger Bericht des Rabbiners Dr. Grzymisch über die israelitische Gemeinde 1914–1918, in: Josef Münch, Bruchsal im Weltkrieg 1914–1920, Stuttgart 1921, S. 242f.
- Der israelitische Verbandsfriedhof bei Obergrombach, in: Central-Verein-Kalender, hrsg. vom Central-Verein deutscher Staatsbürger jüdischen Glaubens, Landesverband Baden, 1931, S. 5–21
- Wormser Rabbiner und die Juden im Fürstbistum Speyer, in: Schiff, 1938, S. 71–77